# Таранатха
Тарана́тха Гунга́ Ньинбо́ (тиб. ཏ་་ར་ན་ཐ་ཀུན་དགའ་སྙིང་པོ་; Вайли: ta ra na tha kun dga' snying po, 1575—1634), (монг.: Дарана́та) — тибетский буддийский мыслитель, тулку из линии Джецун Дампа, историк и наставник; знаток тантрических текстов и специалист по тантрическим практикам. 
Один из крупнейших представителей буддийской школы Джонанг.

## Биография

### Ранние годы и обучение
Родился в местности Караг (kha rag) области Дронг в Тибете в клане Ра Лоцзавы, знаменитого тантрического практика и переводчика религиозных текстов. При получении монашеских обетов получил имя Кунга Ньингпо (санскр. Анандагарбха), однако сам предпочёл, чтобы его именовали санскритским именем Таранатха (санскр. तरनाथ — Защищаемый Тарой), по-видимому, чтобы подчеркнуть значение, которое он придавал классической  образованности, включающей знание санскрита в тот период, когда этот язык стал всё реже использоваться в Тибете. Кроме того, этим он выражал почтение своему индийскому наставнику Буддагуптанатхе.
Его выдающиеся способности к обучению были замечены ещё в раннем возрасте. Он учился у наставников разных школ: Карма-Кагью, Сакья, Джонанг; его учителями были Дже Драктопа, Еше Вангпо, Кунга Таши и Джампа Лхундруп. Когда Таранатхе было 14 лет, в Тибет пришёл индийский адепт Буддагуптанатха. Он стал одним из главных наставников Тарантхи, от которого тот получил передачи многих тантрических учений. В то время Тибет приходили и другие индийские йогины и учёные — как буддисты, так и небуддисты: Балабхадра, Нирванашри, Пурнананда, Пурнаваджра и Кришнабхадра. От некоторых из них Таранатха получал учения и помогал в переводах санскритских рукописей на тибетский. Таранатха был признан ламой Кхенчен Лунгриг Гьяцо в качестве перерождения одного из ближайших учеников Будды — Ананды, индийского махасиддхи Кришначарьи, а также собственного учителя Лунгриг Гьяцо, Кунга Дролчога (1507—1566). В связи с этим Таранатха получил титул Джецун Дампа (тиб. rje btsun dam pa) — Досточтимый Арья, или Досточтимый Святой. Титул Джецун Дампа (монг. Жэвзундамба), с добавлением Богдо-гэгэн (Великий Святитель) и Хутухта (Святой) носили его последующие инкарнации в Монголии.

### Основные работы
Опираясь на труды Долпопы и других патриархов школы Джонанг, а также классические буддийские трактаты индийских философов, Таранатха продолжил начатое его предшественниками развитие доктрины о «пустоте от другого» (жентонг) в рамках философской школы Мадхъямака. Он собирал и восстанавливал памятники истории Тибета, написал сочинения «Сиддханта» и «История буддизма в Индии» (1608). Его переводы санскритских сочинений вошли в состав тибетского канона.
По заданию одного из своих наставников он восстановил гигантскую ступу, известную как Великая ступа Джонанг, построенную Долпопой Шераб Гьелценом. В 1615 г. правитель тибетской провинции Цанг — дэси Пунцог Намгьял отвел Таранатхе специальное место для постройки монастыря. Там он в том же году основал монастырь Тактен Пунцог Чойлинг, позже переименованный в Ганден Пунцоглинг (развалины этого монастыря, разрушенного в период Культурной революции в КНР, существуют до сих пор). Таранатха приезжал в Монголию и построил там несколько монастырей. Однажды, во времена Далай-ламы V находясь в Тибете, он спросил своих учеников, где ему переродиться в следующий раз. Один из учеников, монгол, попросил его переродиться в Монголии.
Таранатха переродился в Халхе как Дзанабадзар — второй сын Гомбодоржи, халхасского князя с титулом Тушэту-хан[уточнить].

### Упадок школы Джонанг после смерти Таранатхи

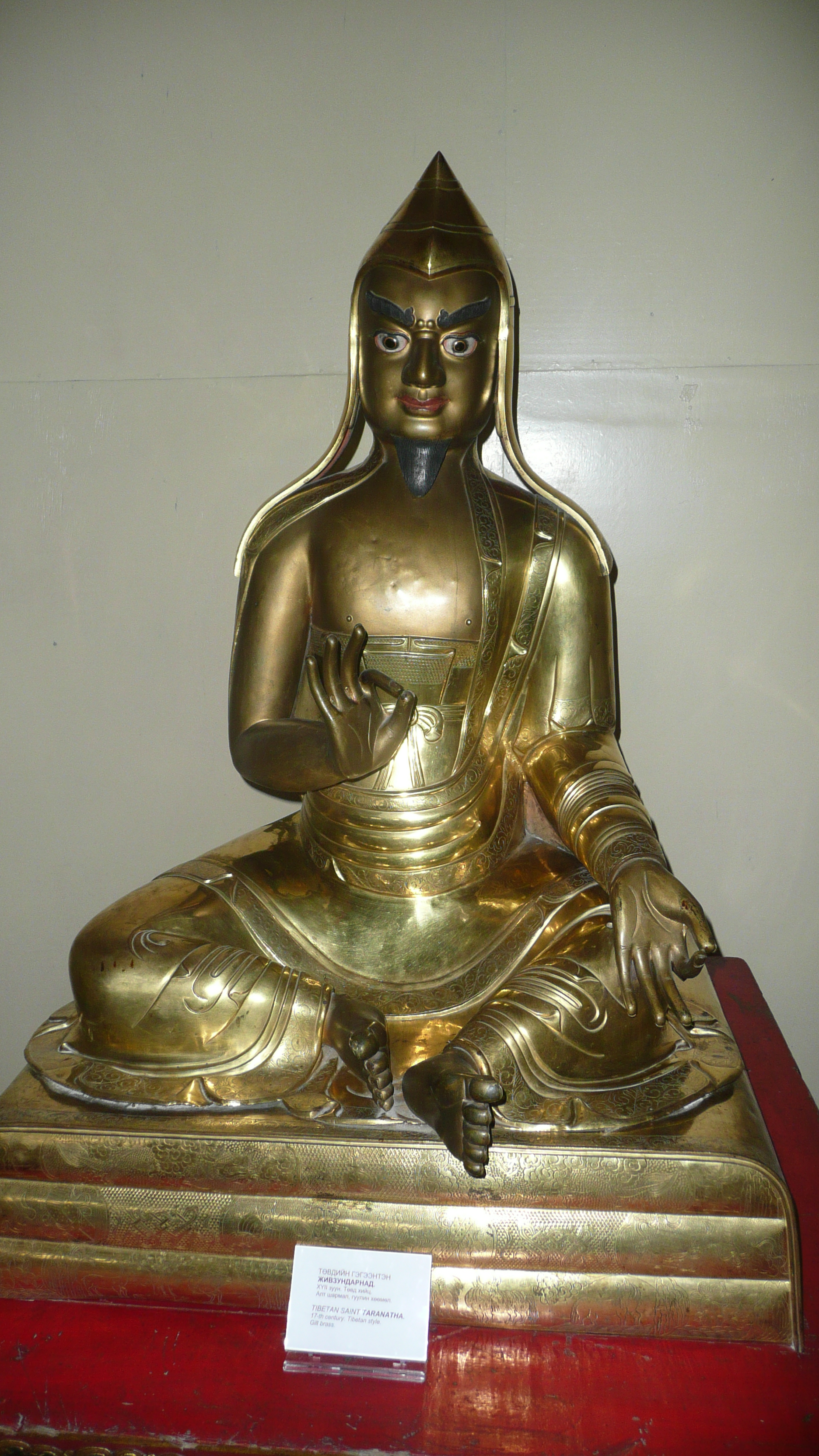
Статуэтка Таранатхи во дворце-музее Богдо-гэгэна (Улан-Батор)

Иногда ошибочно утверждали, что Таранатха всю жизнь вёл борьбу с Далай-ламой и Панчен-ламой. В действительности Таранатха жил в период междоусобиц в Тибете, обострение которых пришлось на конец его жизни. Гуши-хан, командующий экспедиционным корпусом монголов-хошутов в Тибете, поддерживал школу Гэлуг. В 1638 г. в его руки попало письмо, из которого следовало, что тибетские провинции Цанг и Кам решили объединиться, чтобы уничтожить эту школу. К 1642 г. Гуши-хан разбил войска правителей Цанга и Кама. При его поддержке Далай-лама V консолидировал Тибет и объявил Лхасу его столицей. Школы Джонанг и Карма-Кагью исторически были связаны с правителями Цанга. Теперь Далай-лама V стал принимать меры по сокращению влияния Джонанг. Однако после того, как перерождение Таранатхи нашли в Халха-Монголии, у Гэлуг возникла угроза противостояния с монголами. В 1650 г. Далай-лама V запретил изучение жентонга, а в 1658 г. отдал монастырь Тактен Пунцоглинг школе Гэлуг, официально инициировав дальнейшее устранение школы Джонанг из Тибета.